# George Washington Toland
George Washington Toland (* 8. Februar 1796 in Philadelphia, Pennsylvania; † 30. Januar 1869 ebenda) war ein US-amerikanischer Politiker. Zwischen 1837 und 1843 vertrat er den Bundesstaat Pennsylvania im US-Repräsentantenhaus.

## Werdegang
George Toland besuchte die öffentlichen Schulen seiner Heimat und danach bis 1816 das Princeton College. In den folgenden Jahren bekleidete er einige lokale Ämter. Später schlug er als Mitglied der Whig Party eine politische Laufbahn ein.
Bei den Kongresswahlen des Jahres 1836 wurde Toland im zweiten Wahlbezirk von Pennsylvania in das US-Repräsentantenhaus in Washington, D.C. gewählt, wo er am 4. März 1837 die Nachfolge von James Harper antrat. Nach zwei Wiederwahlen konnte er bis zum 3. März 1843 drei Legislaturperioden im Kongress absolvieren. Die Zeit ab 1841 war von den Spannungen zwischen Präsident John Tyler und den Whigs geprägt. Außerdem wurde damals bereits über eine mögliche Annexion der seit 1836 von Mexiko unabhängigen Republik Texas diskutiert.
Nach dem Ende seiner Zeit im US-Repräsentantenhaus ist George Toland politisch nicht mehr in Erscheinung getreten. Er starb am 30. Januar 1869 in Philadelphia, wo er auch beigesetzt wurde.